# Leporano
Leporano is een gemeente in de Italiaanse provincie Tarente (regio Apulië) en telt 8082 inwoners (28-02-2017). De oppervlakte bedraagt 15,1 km², de bevolkingsdichtheid is 461 inwoners per km².

## Demografie
Leporano telt ongeveer 2405 huishoudens. Het aantal inwoners steeg in de periode 1991-2001 met 11,3% volgens cijfers uit de tienjaarlijkse volkstellingen van ISTAT.
| Jaar | Inwoneraantal |
| ---- | ------------- |
| 1991 | 5221          |
| 2001 | 5810          |

## Geografie
Leporano grenst aan de volgende gemeenten: Pulsano, Tarente.
Avetrana · Carosino · Castellaneta · Crispiano · Faggiano · Fragagnano · Ginosa · Grottaglie · Laterza · Leporano · Lizzano · Manduria · Martina Franca · Maruggio · Massafra · Monteiasi · Montemesola · Monteparano · Mottola · Palagianello · Palagiano · Pulsano · Roccaforzata · San Giorgio Ionico · San Marzano di San Giuseppe · Sava · Statte · Tarente · Torricella
1. ↑  https://demo.istat.it/?l=it.